# ولیکادا
ولیکادا (به لاتین: Welikada) یک منطقهٔ مسکونی در سری‌لانکا است که در ناحیه کلمبو واقع شده‌است.